# 岩松氏
岩松氏（いわまつし）は、日本の氏族。本姓は源氏。その家系は清和源氏のうち河内源氏の棟梁であった鎮守府将軍源義家の子、義国を祖とする足利氏の支流である。ただし、家祖である岩松時兼が弟の田中時朝と共に実父の足利義純から義絶されたため、時兼及び時朝は実母の実家である新田氏の一族と称し、新田惣領家の滅亡後は、室町幕府の足利将軍家から新田氏の後継として認められ、新田岩松氏または新田岩松家と通称されている。

## 概要
岩松氏は足利義兼の庶長子の足利義純を祖とする。義純は大伯父新田義重に養育されたといい、その子新田義兼の女を妻とした。が、のちに畠山重忠の未亡人（北条時政女）を娶って源朝臣畠山氏の祖となり、先妻である新田義兼の女との間に生まれた子たちは義絶された。義絶され新田氏に残った子・岩松時兼・田中時朝兄弟が、新田義兼がその妻（新田尼）に譲った所領の一部（新田荘岩松郷など）を譲られたことにより家を興す。こうしたことから、岩松氏は母系である新田氏を以って祖と仰いできた。ただし、父系は足利氏を祖とし、室町時代には足利氏の天下となったことから新田の血筋を誇りとしながら、対外的には足利氏の一門としての格式を誇った。また、岩松氏の祖が後に畠山氏を相続して畠山義純となったことから足利一門の畠山氏の傍流とみなされやすいが、あくまで父方は足利氏を直接の祖としている。そもそも、岩松時兼・田中時朝・畠山泰国いずれもが直接母方から所領を継承していることから義純を岩松氏・畠山氏の祖とすることを不適切とする考え方や岩松氏の所領に平姓畠山氏由来の所領が存在する指摘（足利義純が先妻の子を義絶したのであれば起こりえない所領の移動）があり、義純の経歴に関しては不明な部分が多い。

## 鎌倉時代
新田義兼の嫡孫の新田政義は、その家督相続をした段階では少年であったがために、祖母である新田尼は所領の大部分を岩松時兼をして相続させた。岩松氏は新田氏一族でありながら、その創立時点から新田氏本宗家との因縁があった。また、新田政義が幕府の禁忌に触れて惣領職を奪われると、世良田氏とともに岩松氏当主の岩松経兼（時兼の子）は惣領職を分担することになる。鎌倉時代末期、経兼の子・政経が二月騒動を遠因として外祖父得川頼有の養子となって、その所領を譲られている。しかし、新田一族で本宗家に近い大館氏の大館宗氏と用水争いを起こした際に、惣領の新田基氏・朝氏父子の裁定に従わないなど、新田本宗家に対しある程度の自立性を持っていたようである。

## 中興
政経の代を経て、岩松経家（頼円）の代には、本宗家の新田義貞の鎌倉幕府打倒のための挙兵に参加したが、倒幕後は足利氏に従った。経家は、建武の新政で鎌倉将軍府執権の足利直義の指揮下にあって、中先代の乱の際、鎌倉に迫った北条時行軍を迎撃するも惨敗し討死した。

## 南北朝・室町時代
岩松氏本家を継いだ岩松直国は足利方の立場をとったが、岩松氏庶流と思われる新田遠江禅師が南朝方で活動している。岩松氏は、成立の経緯から、新田一族と足利一族の立場を使い分け、鎌倉時代、南北朝時代以降新田氏本宗家が没落する中でたくみに世の中を渡りきり、新田荘を中心に上野国に栄えた。足利尊氏は新田義貞との対立を決意すると、新田荘にあった新田義貞（本宗家）と彼に従う新田氏一族の所領の没収を宣言して自分に従った岩松直国に与えた。直国は新田一族の惣領職を獲得し、また守護職とほぼ同様の権力を新田郡に有した分郡守護であったと考えられる。室町時代以後の岩松氏は新田岩松氏と表現されることがある。
経家から満国までは系譜が混乱しており、その血縁関係がはっきりしない。これは経家が戦死した中先代の乱の際に一族が壊滅し、傍流から岩松直国が入って継いだためと推測される。この時期には岩松頼宥が尊氏方で観応の擾乱を戦っているが、彼の系譜位置も諸説あってはっきりしていない。一方、本家の直国は観応の擾乱では直義方であったとみられ、暫く逼塞を余儀なくされたが、薩埵山体制の崩壊により義父の上杉憲顕とともに復権した。直国の後は満国が継いだ。
満国の子・岩松満純は、正平23年/応安元年（1368年）に戦死した新田義宗の落胤と称した。満国の妹と新田義宗との間に産まれ、満国の養子となったとの説もある。この満純は上杉氏憲（禅秀）の娘を娶っていた。そのため上杉禅秀の乱が起こると、満純は新田氏を名乗って新田一族の生き残りを集め、岳父の上杉禅秀（氏憲）に味方した。しかし武蔵国入間川で鎌倉公方足利持氏の軍勢に敗れ捕らえられ、鎌倉の竜ノ口で斬られた。これに対して、岩松満国は同調せず静観し、満純の死後、満純の弟の岩松満春の子である岩松持国に家督を譲った。満純の子・土用丸は出家して逃れ甲斐国の武田氏・美濃国の土岐氏を経て幕府に保護された。
持国は持氏方として活動したが、持氏が室町幕府将軍足利義教に反逆した永享の乱が起こると、満純の子・土用丸は義教の後押しによって還俗し岩松家純と名乗り、幕府方について岩松氏を再興した。この家純の流れを家純の官職治部大輔の唐名から礼部家と呼ぶ。礼武家は敗戦となったが生き残り、一方で家純は後ろ盾たる将軍義教が嘉吉の乱で死去したことで勢力を失い関東を去った。なお、近年黒田基樹が持国の実父である岩松満春が幕府に通じて岩松氏の当主の座を狙った可能性を指摘している。
そののち、足利持氏の遺児で古河公方の足利成氏が幕府と対立して上杉憲忠を謀殺し享徳の乱が起こったため、幕府が関東方面の抑えとすべく足利義教の子足利政知を堀越公方として伊豆国に送り込むと、礼部家の家純はこれに味方し、古河公方についていた京兆家の岩松持国と嫡男・次郎も政知に従おうとして、家純を当主と認めて彼との所領の分割協議に応じることにした。だが、寛正2年（1461年）になって持国・次郎親子が古河公方方への復帰を図ったとして家純によって討たれて滅亡した。一方、これより先に持国の次子・成兼は父への反発から古河公方を支持する家臣とともに成氏の下に入って岩松氏の当主と認められたが、文明元年（1469年）に新田を追われ没落、岩松氏は岩松家純の手で統一されることになった。
家純は岩松氏の分裂を解消すると新田氏の故地である新田金山城を本拠とした。ところが、長尾景春の乱が起こる頃に嫡男・明純と対立し、家純が古河公方方に移ると、これに明純が反発して再び岩松氏は分裂した。しかし家純には明純以外に子が無かったため、重臣横瀬氏が奮闘し明純の子の岩松尚純を後継者とし、岩松氏の分裂は解消された。一連の経緯については、家純に仕えた僧侶・松陰の『松陰私語』に詳しく書かれている。

## 戦国時代
明応3年（1494年）、絶対的な権威を持った家純が死去すると、岩松氏では内部対立が起こった。家純以来の重臣横瀬氏と、当主尚純の父で引退していた明純の対立である。明純が横瀬氏から権力奪還を図ろうとしたもので、明純は尚純を抱き込み横瀬氏の守る新田金山城を攻めた。しかし堅城の金山城は落城せず、足利成氏による調停が入り、尚純の子・夜叉王丸（昌純）を当主とすることで決着した。明純・尚純の企ては失敗し、横瀬氏は幼君を抱くものの主家を排除し実権を握ることに成功したのである。この一件を「屋裏の錯乱」と呼ぶ。
夜叉王丸は成人し昌純となったが傀儡であり、巻き返しを図るも実権を握る横瀬泰繁により殺害されるに至った。昌純の跡を継いだ弟の新田岩松氏純は自害に追い込まれている。この結果、岩松氏は横瀬氏に実権を奪われて没落した。なお横瀬氏は新田義宗の三男とする新田貞氏の子孫と称している。また横瀬氏から由良氏に改称している。
由良氏は上杉謙信や武田氏・後北条氏の勢力争いの中で活動していたが、上杉・武田が上州から撤退すると後北条氏と対立、北条の手で金山城を追われ北条に服属した。その後豊臣秀吉によって天下が統一されると、由良氏は下総に移ったため、岩松氏は解放された。その後、桐生にいた氏純の子の守純は、関東に入った徳川家康に接見する。『寛政重修諸家譜』によればこの時守純は家康に岩松家の系図を提出させられた挙句、新田郡市野井村感応寺曲輪に捨て扶持として20石しか与えられなかった。

## 江戸時代
守純の孫岩松秀純の代に、江戸幕府は岩松家を新田宗家に立て交代寄合の格式を与えた。ただし新田姓を名乗ることは許さず、禄高については寛文三年（1663年）に新田郡下田嶋村にわずか100石加増しただけで、交代寄合としては最低レベルの120石を与えただけであった。岩松家と山名家は、徳川将軍家と同じ新田氏一門であるため、格式（伺候席・乗物・服装など）については表高家並寄合として厚く処遇されたが、禄高は小さく、しかも参勤交代があった。
わずか120石取りの旗本にとって、格式や参勤交代に伴う出費はかなりの負担であった。資金集めとして義寄・徳純・道純・俊純の4代は、猫の絵を描いて売り、「猫絵の殿様」として知られていた（直筆の署名入りの猫絵が現存する）。これらの猫絵は、上州・下野・信濃の養蚕農家ではネズミ除けに絶大な効果があると信じられていた。猫絵の他にも、疱瘡除・疫神除・狐憑き封じのための除札を発行して、それらを求める人々に下付していた。また、岩松の殿様が下付する食物は熱を下げ、草鞋は狐憑を封じ、その顔を拝すると狂人の気が直る効能があると信じられていた。

## 明治時代以降
幕末維新期の当主岩松俊純は、慶応3年（1867年）に先祖の新田義貞の勤王の志を継いで尊皇討幕を目指す新田勤王党を結成してその盟主となり、慶応4年（1868年）に征東軍の東山道総督岩倉具定軍に従軍した。この際に新田官軍と改名し、戊辰戦争において上野国利根郡方面での会津藩軍との戦闘で戦功をあげた。
同年5月に朝廷より朝臣に列せられて所領を安堵された俊純は旧交代寄合として中大夫席に列し、この際に新田姓に改姓した。同年7月には越後府知事に就任し、明治2年（1869年）12月に中大夫席以下が廃されると士族に列した。
明治14年には旧臣で政府に出仕していた金井之恭が大隈重信と伊藤博文と井上馨の各参議に宛てて、岩松新田家は新田義貞の末裔であること、また戊辰戦争での戦功を考慮して同家に華族編列があるよう請願書を提出した。新田義貞嫡流をめぐっては岩松新田家と由良新田家の間に論争も起きたが、最終的には岩松新田家が新田義貞の正統と認められ、俊純は明治16年（1883年）8月13日に華族に列し、明治17年（1884年）7月7日に男爵に叙された。

## 系譜
```
新田義兼

　 ┃
 　女━┳━
足利義純

　　　 ┣━━━━┓
　　
岩松時兼
　
田中時朝
（
田中氏
）
　　　 ┣━━━━┳━━━━━┳━━━━┳━━━━┳━━━━┳━━━━┓
　　　
経兼
　 田部井経氏　 金井長義　寺井氏兼　村田頼兼　薮塚朝兼  田島経国 
　　　 ┃　 （
田部井氏
） （
金井氏
）（
寺井氏
）（
村田氏
）（
薮塚氏
）（
田島氏
）
　　　
政経

　　　 ┣━━┳━━┳━━━━┓

世良田義政
[
14
]
経家
　
頼宥
　 　
直国

　　　　　　　　 　┃
　　　　　　　　　
泰家

　　　　　　　　　 ┃
　　　　　　　　　
満国

　　　　　　　　　 ┣━━┳━━┳━━━━━━┳━━━━┓
　　　　　　　　　
満春
　
満親
　
満長
　　　　　
満純
　　　
満氏

　　　　　　　　　 ┃　　　　　｜　　　　　　┃
　　　　　　　　　持国　　　　
持国
（京兆家）
家純
（礼部家）
　　　　　　　　　　　　　　　 ┣━━┓　　　┃
　　　　　　　　　　　　　　　
成兼
　
次郎
　　
明純

　　　　　　　　　　　　　 （
後閑氏
）　　　　┣━━┓
　　　　　　　　　　　　　　　　　　　　　　
尚純
　
顕純

　　　　　　　　　　　　　　　　　　　 ┏━━┫　　┃
　　　　　　　　　　　　　　　　　　　
氏純
　
昌純
　
憲純

　　　　　　　　 　　　　　　　　　　　　　　｜
　　　　　　　　　　　　　　　　　　　　　　
氏純

　　　　　　　　　　　　　　　　　　　 ┏━━┫
　　　　　　　　　　　　　　　　　　　
守義
　
守純

　　　　　　　 　　　　　　　　　　　　┏━━┫
　　　　　　　　　　　　　　　　　　　
豊純
　
清純

　　　　　　　　　　　　　　　　　　　 ┃
　　　　　　　　　　　　　　　　　　　
秀純

　　　　　　　　　　　　　　　 ┏━━━┫
　　　　　　　　　　　　　
大久保忠喬
　
富純

　　　　　　　　　　　　　　　　　　　 ┃
　　　　　　　　　　　　　　　　　　　
慶純

　　　　　　　　　　　　　　　　　　　 ┃
　　　　　　　　　　　　　　　　　　　
基純

　　　　　　　　　　　　　　　　　　　 ┃
　　　　　　　　　　　　　　　　　　　
孝純

　　　　　　　　　　　　　　　　 　　　┃
　　　　　　　　　　　　　　　　　　　
成純

　　　　　　　　　　　　　　　　　　　 ┃
　　　　　　　　　　　　　　　　　　　
教純

　　　　　　　　　　　　　　　　　　　 ┃
　　　　　　　　　　　　　　　　　　　
時純

　　　　　　　　　　　　　　　　 　　　┃
　　　　　　　　　　　　　　　　　　　
徳純

　　　　　　　　　　　　　　　　　　　 ┃
　　　　　　　　　　　　　　　　　　　
道純

　　　　　　　　　　　　　　　　　　　 ┃
　　　　　　　　　　　　　　　　　　
新田俊純

　　　　　　　　　　　　　　　　　　　 ┃
　　　　　　　　　　　　　　　　　　　
忠純

　　　　　　　　　　　　　　　　　　　 ┃
　　　　　　　　　　　　　　　　　　　
義美
```

※ 『群馬県史』および『系図纂要』による。ただし『寛政譜』では岩松満親を満国の弟、満長・満春を満親の子とする。また政経から満国までは系譜によって差異が大きい。『新田一族の戦国史』では直国を経家・満国の間に置く。

## 一族
- 田中氏 - 下野国の有力御家人 末裔に田中正造
- 田部井氏
- 村田氏
- 寺井氏（寺尾氏）
- 金井氏 - 上野国の有力御家人 末裔に金井秀景（倉賀野秀景）など
- 薮塚氏
- 田嶋氏（田島氏）
- 後閑氏 - 新田義貞の弟の四郎義重の末裔と自称